# Janet Gyatso
Pour les articles homonymes, voir Gyatso et Frank.
Janet Gyatso, née Janet Frank en 1949, est une tibétologue et bouddhologue américaine. Elle est une spécialiste de la religion tibétaine. Elle a plus particulièrement travaillé sur la littérature, l'histoire culturelle et l'écriture d'autobiographies religieuses, mais aussi la médecine tibétaine traditionnelle. 

## Biographie
Elle a étudié à l'université de Californie à Berkeley, où elle a obtenu son doctorat en 1981 et se spécialise dans les études bouddhiques, mettant l'accent sur la culture religieuse au Tibet et dans l'Asie du Sud. Elle a écrit des livres sur la médecine tibétaine par rapport à la médecine moderne, le bouddhisme tibétain et les attitudes sur le sexe dans la vie monastique bouddhiste.
Janet Gyatso a enseigné à l'Amherst College, l'université du Michigan et l'université Wesleyenne, avant de devenir professeur au département des religions de l'université Harvard.
Elle a été présidente de l'International Association of Tibetan Studies et contribue au Journal of the International Association of Tibetan Studies.

## Ouvrages
- Being Human in a Buddhist World: An Intellectual History of Medicine in Early Modern Tibet, Columbia University Press, 2015,  (ISBN 0231538324 et 9780231538329)
- "A Partial Genealogy of the Lifestory of Yeshe Tsogyal, Journal of the International Association of Tibetan Studies 2 (2004)
- Women in Tibet: Past and Present de  Janet Gyatso et Hanna Havnevik
- '"Thang-stong rGyal-po, Father of the Tibetan Drama Tradition: The Bodhisattva as Artist", in Jamyang Norbu (ed.), Zlos-Gar: Performing Traditions of Tibet (Library of Tibetan Works and Archives 1986)
- Apparitions of the Self, the Secret Autobiographies of a Tibetan Visionary. New Jersey: Princeton University Press. 1988
- Participe à l’ouvrage collectif Le Tibet est-il chinois ? de Anne-Marie Blondeau et Katia Buffetrille, 2002, ed. Albin Michel, coll. Sciences des religions  (ISBN 2226134263)